# Chuan Leekpai
Chuan Leekpai   (Trang, 28 de juliol de 1938) és un polític tailandès que va primer ministre tailandès en dos mandats entre el 20 de setembre de 1992 i el 19 de maig de 1995 i de nou del 9 de novembre de 1997 al 9 de febrer de 2001, i president de l'Assemblea Nacional de Tailàndia del 2019 al 2023.

## Biografia
Com a líder del Partit Demòcrata, després que el cop d'estat del general Suchinda Kraprayoon va provocar una onada de protestes en demanda de democràcia en maig de 1992 i aquesta fou reprimida mortalment pel règim en el conegut com el Maig Negre causant la dimissió de Kraprayoon. El viceprimer ministre, Meechai Ruchuphan, va esdevenir primer ministre interí fins que el va succeir Anand Panyarachun del Partit Demòcrata el 10 de juny i va abolir la llei marcial i reprendre la democràcia, amb unes eleccions el mes de setembre de les que va sortir escollit Chuan Leekpai, convertint-se així en el primer primer ministre de Tailàndia a arribar al poder sense suport ni aristocràtic ni militar.

### Primer terme com a primer ministre
La seva primera administració va consistir en una coalició del Partit Demòcrata, Nova Aspiració (NAP), Acció Social (PAS) i Unitat Social. Els socis eren reticents a incloure el PAS per la seva vinculació amb el govern del general Suchinda Kraprayoon i va haver d'excloure dels càrrecs ministerials el líder del partit Montri Pongpanich, acusat de corrupció, i iyanat Watcharaporn per haver donat suport a Suchinda quan era ministre del seu govern. El govern va posar èmfasi en l'estabilitat econòmica nacional, la descentralització dels poders administratius a les províncies rurals, el foment de la distribució d'ingressos, oportunitats i desenvolupament econòmic a les regions.
Va haver de reestructurar el govern en desembre de 1994, després de la marxa de NAP de Chavalit Yongchaiyudh, incorporant al Palang Dhamma, però el seu govern va caure per la corrupció en 1995, convocant-se unes unes noves eleccions que va guanyar Banharn Silpa-archa del Partit de la Nació Tai, considerat responsable de la crisi econòmica que va assetjar Tailàndia el 1997

### Segon terme com a primer ministre
Leekpai va assumir el poder a finals de 1997 després de la caiguda de l'administració de Chavalit Yongchaiyudh que havia sorgit de les eleccions generals tailandeses de 1996. La crisi econòmica va assetjar Tailàndia el 1997 amb un deute exterior que va fer fallida el país fins i tot abans de l'enfonsament del baht que va provocar el col·lapse de diverses institucions financeres. A les eleccions generals de Tailàndia de 2001 el partit de Leekpai va guanyar només 128 escons, castigat pel seu fracàs en treure l'economia de l'estancament, amb una aclaparadora victòria del partit Thai Rak Thai (TRT) de Thaksin Shinawatra.

### Després del segon terme
Chuan va ser escollit president de l'Assemblea Nacional de Tailàndia després de les eleccions generals de Tailàndia de 2019 celebrades el 24 de març, però no va repetir després de les eleccions generals de Tailàndia de 2023. Durant el seu mandat el sistema electoral va canviar a un de doble llista de cara a les eleccions de 2023 per reduir el nombre de partits a la cambra.